# Hemithraupis guira
Hemithraupis guira là một loài chim trong họ Thraupidae.